# Carl Frederik Sørensen
Pour les articles homonymes, voir Sørensen.
Carl Frederik Sørensen, né le 8 février 1818 à Besser (da), dans la municipalité de Samsø (Danemark) et mort le 24 janvier 1879 à Copenhague (Danemark), est un artiste peintre danois spécialisé dans la peinture marine.
Ses peintures n'attirent pas seulement des clients du Danemark mais aussi dans les cours de Saint-Pétersbourg, Londres et Athènes.

## Biographie
Sørensen fréquente l'Académie danoise de 1843 à 1846 et participe à la décoration du musée Thorvaldsen en 1844. Il étudie la perspective auprès de Christoffer Wilhelm Eckersberg à la fin de 1845. En 1846, il voyage en Méditerranée, en 1853-1854 il visite l'Allemagne, les Pays-Bas, la Belgique, la France et l'Angleterre. Presque chaque année, il effectue des voyages en mer. Il s'intéresse particulièrement au temps et à ses effets sur la mer, développant son propre style reconnaissable. Il peint aussi des scènes plus idylliques, pleines de charme et d'ambiance. Ses paysages marins lui valent une grande popularité, en particulier ceux qu'il a peints pendant la première guerre du Schleswig lorsqu'il navigue avec la marine autour du Heligoland (1849) et dans la Baltique (1850) où il représente la flotte danoise au combat,.

## Œuvres (sélection)

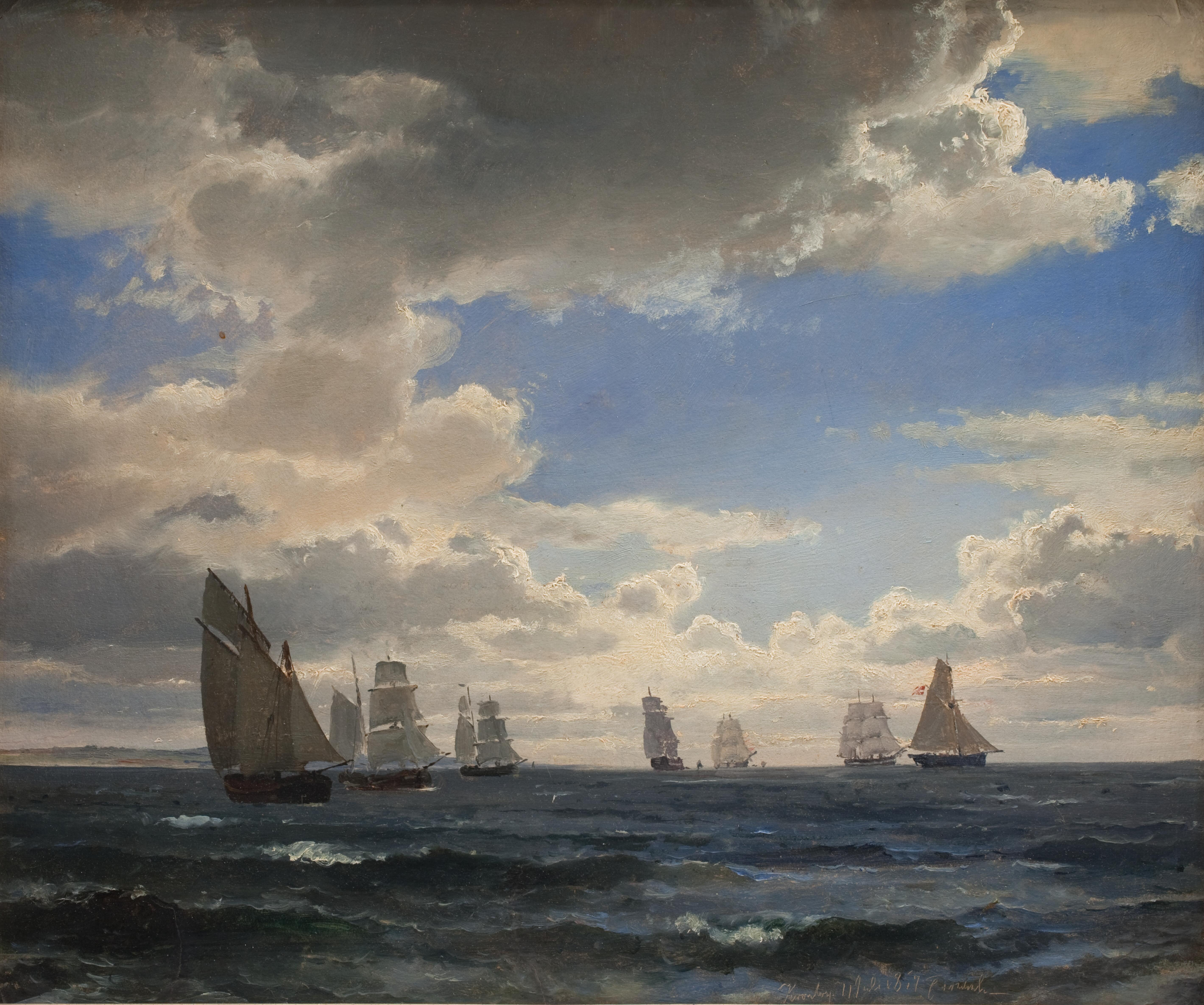
Carl Frederik Sørensen, Voiliers dans le détroit au sud de Kronborg (1857).

- Marque på Christianshavn, nat (années 1840)
- Frederik Wilhelm IV af Preussen aflægger juin 1845 besøg i København (1846)
- Marine med wet- og sejlskib (1846)
- Dønning efter en storm sous Kullen (Prix Neuhausen, 1847)
- Sørensen Et vrag på Jyllands vestkyst ved solnedgang (1847)
- Skibbrud efter en storm ved Jyllands vestkyst ud pour Ferring Kirke (vers 1848)
- Linieskib pour anker, diset septembremorgen (1848)
- Den danske blokeringsflåde ud pour Elben (1849)
- Fiskerbåde sous kysten, Scheveningen (1853)
- Parti fra øen Guernsey, bugten ved byen St. Petersport (1854)
- Udsigt fra Nordsjælland sur Kattegat med forskellige skibe (1856)
- Ved Helsingør havn (1857)
- Tidlig sommermorgen på Helsingørs Rhed (1860)
- Kystparti ved Kullen fyr (1861
- Skærgården nord pour byen Marstrands fæstning i Bohuslen (1861-62)
- Marinestykke (1862)
- Frederik VIIs ligfærd sur Knippelsbro 1863 (1863)
- Afren ud pour Swinemünde (1864)
- Golf de Ved Napolis (1864)
- Slaget ved Lissa (1866)
- Sejlere i høj sø (1867)
- Svenske orlogsskibe ud pour lvsborg (1867)
- Søstykke (1869)
- Tempête på Doggerbanken (1869)
- Sundet ved Helsingør, i baggrunden Kronborg (1873)
- Christian IX besøger Island (1874)
- Landskab (1877)
- Kleven ved Mandal, solnedgang (1877)
- Storm ud pour den norske kyst (1877)
- Sous l'île (1878)

## Galerie

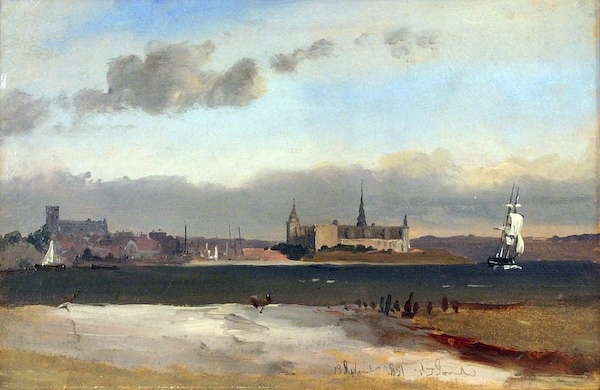
Vue d'Elseneur et de Kronborg depuis une plage au sud de la ville (1851)
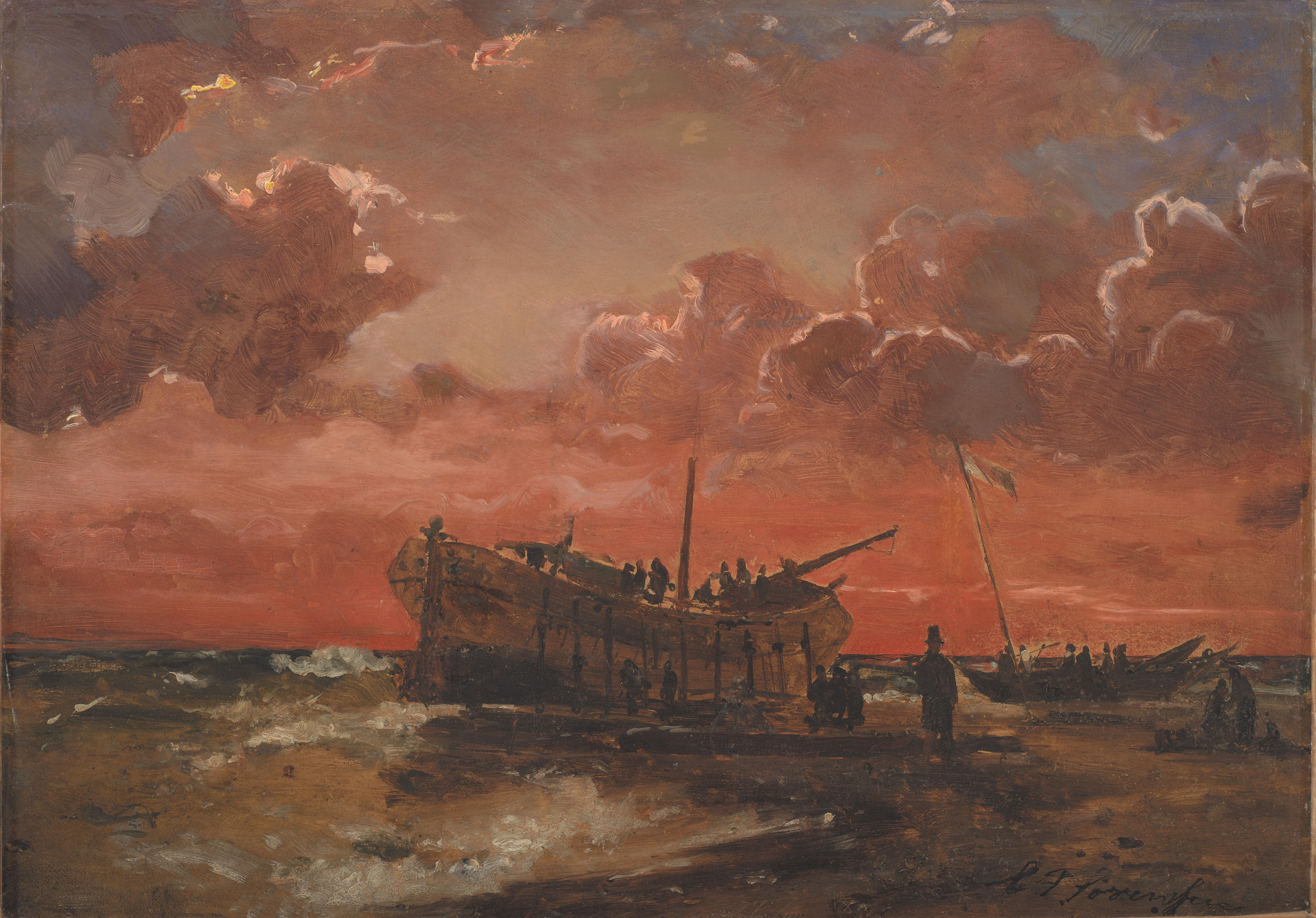
Une épave sur la côte ouest du Jutland au coucher du soleil (1847)
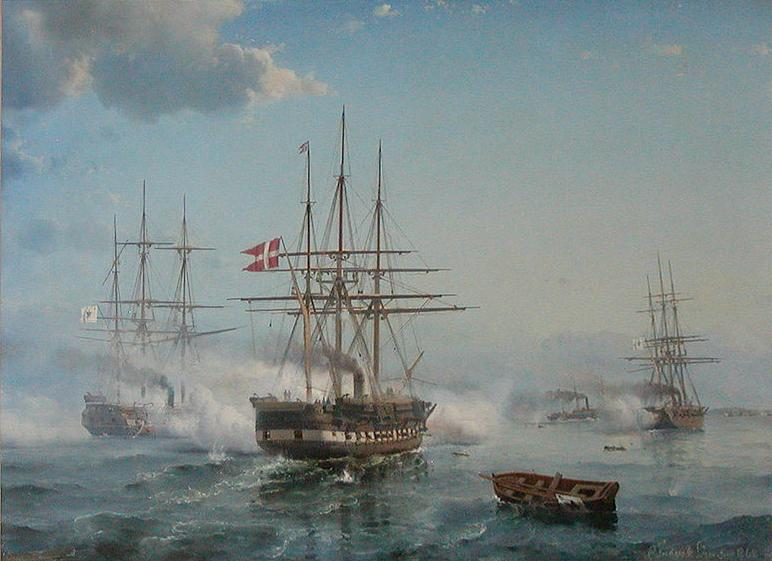
L'Affaire de Swinemünde (1864)
Bataille de Lissa (1866)

## Récompenses et distinctions
- 1847 : Prix Neuhausen